# 乌兰忽少海子
乌兰忽少海子也作天鹅湖、东岸湖、乌兰呼沙海子，位于中华人民共和国内蒙古自治区乌兰察布市察哈尔右翼后旗县城白音察干镇城区东北约8千米处的一个湖泊。水面高程1340.7米，水面面积8.08平方千米，全水系面积1236.77平方千米。湖泊主要补给水源来自湖泊以北的二板登沟。湖名蒙古语意为“红色尖嘴山”。乌兰忽少海子位于蒙新高原区。它的一级流域为内流区诸河，二级流域为内蒙古内流区。
《中国湖泊志》在湖泊位置处记录了东岸湖和无名湖两条记录：东岸湖记载湖面海拔1405米，面积7.8平方千米；无名湖记载湖长5.2千米，平均宽2.0千米，最大宽1.3千米，面积6.7平方千米，水面高程1404米。
2019年察哈尔右翼后旗人民政府公布的河湖管理范围划定成果的公告，乌兰忽少海子管理范围边界线全长为16.319千米，管理范围面积为12.8平方千米。